# Zaliv kitov
Zaliv kitov (Walvis Bay, afrikansko Walvisbaai, nemško Walfischbucht ali Walfischbai) je mesto v Namibiji in ime zaliva, ob katerem leži. Mesto ima 85.000 prebivalcev in skupno površino 29 kvadratnih kilometrov. 
Zaliv je varno zatočišče za morska plovila zaradi svojega naravnega globokomorskega pristanišča, ki ga varuje peščeni rt Pelican Point, in je edino naravno pristanišče vseh velikosti vzdolž obale države. Ker je bogat s planktonom in življenjem v morju, so te vode pritegnile tudi veliko južnomorskih kitov (Eubalaena australis). 
Nizozemci mu pravijo Walvisch Baye in Angleži Whale Bay. Ob svoji morebitni uradni priključitvi je bil imenovan Walfish Bay, nato spremenjen v Walvish Bay in končno v Walvis Bay. Hereri so ga imenovali Ezorongondo. 
Kolonisti so razvili območje in vire tega strateškega pristaniškega naselja. Pomembnost pristanišča zaradi povezave z morsko potjo okoli Rta dobrega upanja je pritegnila pozornost svetovnih sil že pri prvih potovanjih okoli sveta leta 1485. To pojasnjuje zapleteno politično stanje Zaliva kitov v zgodovini.
Mesto leži severno od kozorogovega povratnika v delti reke Kuiseb na koncu železniške proge Trans Namib iz Windhoeka in ob cesti B2.
S svojim velikim zalivom in peščenimi sipinami je pomembno turistično središče v Namibiji. Zanimivi so tudi umetni Ptičji otok (Bird Island), središče zbiranja gvana, sipina Dune 7, soline, ogromno ptic in muzej. Stadion Kuisebmund je sedež dveh klubov namibijske prve lige, ki je tudi v mestu. Letoviška plaža Langstrand leži le nekaj kilometrov severno. Walvis Bay Export Processing Zone je pomembna za lokalno gospodarstvo.

## Zgodovina
Portugalski morjeplovec Diogo Cão je leta 1485 dosegel Cape Cross severno od zaliva. Sledil mu je Bartolomeu Dias, ki je  8. decembra 1487 zasidral svojo ladjo São Cristóvão na kraju, kjer je zdaj Zaliv kitov, na odpravi, ko je odkril morsko pot na vzhod okoli Rta dobrega upanja. Zaliv je poimenoval O Golfo de Santa Maria da Conceição. Portugalska ga ni uradno zahtevala.
Manjši gospodarski razvoj se je začel v mestu do konca 19. stoletja. V bitki za Afriko je Združeno kraljestvo zasedlo Walvis Bay in majhno območje, ki obkroža območje, ter dovolilo Kapski koloniji, da ga priključi leta 1884, čeprav je bilo to predvideno že leta 1878.
Leta 1910 je Zaliv kitov kot del Kapske kolonije postal del novoustanovljene Južnoafriške unije. Nastal je spor z Nemčijo zaradi meje eksklave, ki je bila ob koncu leta 1911 naseljena na površini 1124 kvadratnih kilometrov.
Eksklavo so preplavili Nemci med jugozahodno afriško kampanjo v prvi svetovni vojni, vendar so jih leta 1915 izrinile južnoafriške sile. Pozneje se je Zaliv kitov hitro vključil v novo ureditev vojnega prava s sedežem v Jugozahodni Afriki.
Južna Afrika je bila nagrajena z nadzorom nad Jugozahodno Afriko, ki ji ga je dodelilo Društvo narodov za upravljanje območja. Civilno pravo je bilo obnovljeno leta 1921 in Zaliv kitov je bil dodeljen Jugozahodni Afriki po zakonu o Jugozahodni Afriki (1922).
Čeprav ozemlje nikoli ni bilo del Nemške Jugozahodne Afrike, zakon navaja, da: "se pristanišče in naselje Walvis Bay, ki je del Kapske kolonije, za sodne in upravne namene šteje kot del mandatnega ozemlja Jugozahodne Afrike". Južna Afrika pa je zahtevala, da se ji ozemlje dodeli in tak predlog predstavila Društvu narodov. Zato se je leta 1949 zakon spremenil tako, da imajo predstavnika v parlamentu Južne Afrike belci v Jugozahodni Afriki.
Leta 1977 so se zaradi večjega mednarodnega pritiska odpovedali nadzoru nad Jugozahodno Afriko, zakon je bil razveljavljen, nadzor nad Zalivom kitov pa prenesen nazaj na Kaplandijo, tako da je nastala eksklava. Od leta 1980 je bila zastopana v svetu provinc in skupščini kot del volilne enote Green Point v Cape Townu, preden je leta 1982 postala samostojna volilna enota.
V odgovor je Varnostni svet Združenih narodov sprejel Resolucijo 432 (1978), ki je določala, da "je treba ozemeljsko celovitost in enotnost Namibije zagotoviti z reintegracijo Walvis Baya na njenem ozemlju".
Leta 1990 se je Jugozahodna Afrika osamosvojila kot Namibija, vendar je Zaliv kitov ostal pod južnoafriško suverenostjo in Južna Afrika je povečala število vojakov. Leta 1992 sta se državi dogovorili, da se določi prehodni skupni upravni organ za Zaliv kitov in bližnje otoke. Nadzorni organ sta vodila Nangolo Mbumba, pozneje sekretar v namibijskem kabinetu, in Carl von Hirschberg, nekdanji južnoafriški veleposlanik pri Združenih narodih.
Avgusta 1993, pred koncem apartheida, je večstrankarski pogajalski forum v Južni Afriki sprejel resolucijo, ki poziva k "vključitvi – reintegraciji Walvis Baya in bližnjih otokov v Namibijo". Zakon o prenosu Walvis Baya v Namibijo je bil sprejet v parlamentu Južne Afrike v tem letu. Po podpisu pogodbe med državama je Južna Afrika 1. marca 1994 uradno prenesla suverenost Zaliva kitov in Pingvinskih otokov v Namibijo.

## Izobraževanje
Mesto ima številne javne in zasebne osnovne in srednje šole ter zasebno visoko šolo (Walvis Bay Private High School) ter druge. Številni vrtci skrbijo za majhne otroke.
Namibijski inštitut za pomorstvo in ribištvo (NAMFI) je terciarna izobraževalna ustanova s sedežem v mestu. Mednarodna univerza za menedžement (International University of Management, IUM) in Monitronics Success College imata podružnice v Walvis Bayu.

## Ribolov
V mestu so različna ribiška podjetja, kot so Hangana Seafood, Caroline Fishing, Benguella Fishing Company, Etale Fishing Company, Cadilu Fishing, Etosha Fisheries, ribiško podjetje Kuiseb, Blue Ocean Products, Benguella Sea Products, Konzorcij ribištva, Talanam Fish Procesor. Te družbe lovijo različne vrste rib, kot so  skuše, sardoni, bela ovčica, Argyrosomus hololepidotus, Genypterus capensis, osliči, som, tuna in sardele. Hangana Seafood je predelovalec in izvoznik rib ter ribjih izdelkov. Ribiška podjetja so pomemben del gospodarstva.

## Šport in rekreacija
Zaliv kitov ima lepo naravo in enkratno morsko in rastlinsko življenje, zato je zelo primeren za različne dejavnosti. Ponaša se s športi, kot so deskanje, kajtanje, plavanje, ribolov, jadranje, golf in drugi. V laguni Walvis Baya, delti reke Kuiseb in na plažah ljudje lahko uživajo v plavanju in lovljenju rib.
2 km dolg peščeni rt omogoča, da voda ostane mirna tudi, če pihajo zelo močni vetrovi.

## Podnebje
Za to območje je značilna zelo redka blaga različica sušnega podnebja (BWn, v skladu s Köppnovo podnebno klasifikacijo). V povprečju je manj kot 10 mm padavin letno, zaradi česar je eno najbolj suhih mest na planetu. Kljub sušnemu podnebju je zaradi hladnega morskega toka v bližini redko zelo vroče ali zelo hladno.

## Prijateljska mesta
Walvis Bay je pobraten z mesti:
- Lobatse, Bocvana
- Drakenstein, Južna Afrika[12]
- Kristiansand, Norveška.

## Galerija
- Opazovanje kitov v Zalivu kitov
- Delfini v Zalivu kitov
- Kapski morski medvedi
- Veliki beli pelikan
- Mali plamenec